# La Neuville-Saint-Pierre
La Neuville-Saint-Pierre è un comune francese di 166 abitanti situato nel dipartimento dell'Oise della regione dell'Alta Francia.

## Società

### Evoluzione demografica
Abitanti censiti